# 柄口属
柄口属（学名：Pelmatostomum）为棘口科吸蟲的一個属，這個屬在棘口科之下的四個亞科獨佔了柄口亞科。

## 物種
- 美洲柄口吸虫 Pelmatostomum americanum[3]
- 长形柄口吸虫 Pelmatostomum longum (Wang, 1959)[4]
- 中形柄口吸虫 Pelmatostomum mesembrinum (Dietz, 1909)[5]

## 外部連結
- 維基物種上的相關：柄口属